# Adam Pickel
Adam Pickel (* 26. Dezember 1881 in Mitteldachstetten; † 25. September 1956 in Nürnberg) war ein deutscher Kaufmann.

## Werdegang
Nachdem er mehrere Jahre auf einem landwirtschaftlichen Betrieb gearbeitet hatte, besuchte er die Staatliche Molkereischule in Weihenstephan und das Milchwirtschaftliche Institut in Hameln. Ab 1903 war er als Betriebsleiter bei einer privaten Käserei im Allgäu sowie bei Genossenschaftsmolkereien in Windsbach und Altdorf tätig. Von 1908 bis 1915 wurde er Molkereiinstruktor des Bayerischen Raiffeisenverbandes. 1915 gründete er die Bayerische Milchversorgung GmbH mit Sitz in Nürnberg und blieb bis 1945 deren Geschäftsführer. 1930 war er Mitbegründer der Molkereizentrale Bayern, die er nach Ende des Zweiten Weltkriegs neu aufbaute.

## Ehrungen
- 1942: Ehrenbürger der Technischen Hochschule München[1]
- 1955: Verdienstkreuz (Steckkreuz) der Bundesrepublik Deutschland